# Louis Joseph de Fernig
Pour les articles homonymes, voir Fernig.
François Louis Joseph Fernig, né en 1735 d'une famille d'Alsace, militaire français, père des Sœurs Fernig.
Il fit avec distinction les campagnes du Hanovre durant la Guerre de Sept Ans (1756-1763) sous Louis XV, dans les houzards (2e régiment de hussards), probablement dans le régiment du comte Lancelot Turpin de Crissé, et quitta le service à la paix pour se livrer aux lettres et à des travaux scientifiques (étude de la nature, application des principes de la philosophie). Voltaire le retint à Ferney-Voltaire durant un an (entre 1762 et 1766). Après la mort de Voltaire, il se fixa au château de l'Escafotte à Flines-lès-Mortagne dans la châtellenie de Mortagne-du-Nord, où il partageait son temps entre les devoirs de ses charges (administrateur et greffier général des terres et châtellenie de Mortagne), l'étude de la nature, l'application des principes de la philosophie, l'éducation d'un fils et de quatre filles et qu'il cherchait à graver dans leurs jeunes cœurs l'amour des vertus et de la patrie. C'est à Mortagne-du Nord que se tirèrent les premiers coups de fusil entre la France et l'Europe. Fernig y avait été nommé en 1789 commandant de la garde nationale, il organisa un service militaire régulier dans la châtellenie. Après plusieurs mois d'escarmouches avec les autrichiens, le colonel Pierre Riel de Beurnonville vint prendre position au camp de Maulde. À la levée de ce camp pour marcher au secours de la Champagne, les propriétés des Fernig furent saccagées. Le général Dumouriez donna un asile à sa famille dans son armée et le fit nommer capitaine commandant les guides. Fernig combattit à Valmy, à  Jemappes et à Neerwinden où il reçut un coup de sabre. Fernig, pendant les deux campagnes de 1792 et 1793, rendit les plus grands services. Il agissait sur un terrain dont chaque village, chaque montagne, chaque chemin, chaque ruisseau lui était connu. Toujours aux avant-postes, il guidait les colonnes dans leur marches, dans leurs attaques, dans les diverses surprises qu'il exécutait sans cesse. Il quitta l'armée et la France avec le général Dumouriez le 5 avril 1793, rentra en France en 1802 par suite de sa radiation de la liste des émigrés, et vécut dans la retraite au sein de sa famille et entouré de l'estime publique. Une apoplexie foudroyante l'enleva en 1816. Ses cendres reposent à Nanterre près de Paris. Il avait épousé à Estreux (Valenciennes) le 25 novembre 1766 Marie-Adrienne Bassez (Estreux 1735 - Flines-lès-Mortagne 1789), dont 7 enfants baptisés à Château-l'Abbaye :
1. Auguste, officier au service français (b. Château-l'Abbaye).
2. Marie Antoinette Louise Fernig, née au château du Comte de Mont-Boissier (b. Château-l'Abbaye le 1er juillet 1768, décédée en 1837) épousa à Bruxelles en 1802 Henri Nerenburger, négociant à Amsterdam (Saint-Avold en Lorraine 1771 - 30 janvier 1837), dont une descendance.
3. Marie Félicité Louise Fernig (Sœurs Fernig) (b. Château-l'Abbaye 17 mai 1770 - Bruxelles 4 août 1841), combattante, elle épousa le 17 août 1798 le capitaine belge François Joseph Herman Van der Wallen (Bruxelles 22 mai 1774 - Bruxelles 6 juin 1829), ex percepteur des contributions à Saint-Gilles (Bruxelles).
4. Général comte Jean Louis Joseph de Fernig, né à l'Escafotte, château de Flines-lès-Mortagne (b. Château-l'Abbaye le 12 août 1772 - Alexandrie 1847), il épousa en premières noces la comtesse Marie Julie Aimée Joseph de Pestre de Bertinchamp et en secondes noces Thérèse Durant (décédée en 1868).
5. Louis Alexandre Désiré Fernig, né le 12 juin 1774 à l'Escafotte, château de Flines-lès-Mortagne (b. Château-l'Abbaye 13 juin 1774 - 15 juillet 1774).
6. Marie Françoise Théophile Robertine Fernig (Sœurs Fernig) (b. Château-l'Abbaye 17 juillet 1775 - Bruxelles 2 août 1819), combattante héroïne de la Révolution française, officier, poète, sans descendance.
7. Marie Adrienne Elisabeth Josèphe Aimée Fernig (b. Château-l'Abbaye 1777 - Nanterre 11 décembre 1837), épousa vers 1798 le Général et diplomate comte Armand Charles Guilleminot (Dunkerque 2 mars 1774 - Baden (Allemagne) 14 mars 1840).

### Sources
- « Louis Joseph de Fernig », dans Charles Mullié, Biographie des célébrités militaires des armées de terre et de mer de 1789 à 1850, 1852 [détail de l’édition]
- Revue du Nord, Tome XII, No 45, février 1926, relatant les mémoires du Général Dumouriez.
- Philippe Lebas, Dictionnaire encyclopédique de la France.
- Antoine-Vincent Arnault, Antoine Jay, Étienne de Jouy, de l'Académie Française, Jacques Marquet de Norvins (baron de Montbreton), et autres hommes de lettres, magistrats et militaires, Biographie nouvelle des contemporains, ou dictionnaire historique et raisonné de tous les hommes qui, depuis la Révolution française, ont acquis de la célébrité (etc), Paris, librairie historique, 1822 (Library University of California Davis).>
- François-Xavier Feller, François Marie Pérennès, Jean Baptiste Pérennès, Biographie universelle, Dictionnaire historique des hommes qui se sont fait par leur génie, leurs talens, leurs vertus (etc), Volume 5, Paris, 1834, Princeton University.
- Honoré Bonhomme, Correspondance inédite de Mademoiselle Théophile de Fernig, aide de camp du général Dumouriez, d'après les manuscrits autographes originaux, Paris, Librairie de Firmin Didot Frères, Fils et Cie, 1873.
- Archives départementales du Nord, Registres des actes paroissiaux : "CHATEAU-L'ABBAYE / BMS [1737-1791]".